# اما لیرد
اما لیرد بازیگر انگلیسی و مدل سابق است. در تلویزیون، او برای بازی در سریال پارامونت پلاس شهردار کینگ‌تاون (2021–) شناخته می‌شود. او در سال 2021 توسط ورایتی به عنوان یک بریتانیایی برای تماشا انتخاب شد